# Пенхув
Пенхув (пол. Pęchów) — село в Польщі, у гміні Клімонтув Сандомирського повіту Свентокшиського воєводства.
Населення — 427 осіб (2011).
У 1975-1998 роках село належало до Тарнобжезького воєводства.

## Демографія
Демографічна структура на день 31 березня 2011 року:
|          | Загалом | Допрацездатний вік | Працездатний вік | Постпрацездатний вік |
| -------- | ------- | ------------------ | ---------------- | -------------------- |
| Чоловіки | 229     | 45                 | 158              | 26                   |
| Жінки    | 198     | 46                 | 106              | 46                   |
| Разом    | 427     | 91                 | 264              | 72                   |